# Karim Samah
Karim Samah, né en 1963 à Lausanne, est un guitariste et enseignant vaudois.

## Biographie
Karim Samah est étudiant du Conservatoire de Lausanne où il obtient un diplôme d'enseignement avec mention spéciale en 1988, un diplôme supérieur en 1990 et un premier prix de virtuosité avec félicitations du jury en 1993. Il réussit enfin sa licence de concert en 1995, accompagnée du Prix des professeurs. En plus de ce cursus, Karim Samah profite de ses rencontres avec des musiciens tels que Leo Brouwer, Julian Bream, Jost Meier et Julien-François Zbinden pour se perfectionner. Ses talents se voient également primés lors du Torneo Internazionale di Musica de Rome en 1995. Il partage désormais sa carrière entre concerts, master class et enseignement.
Interprète reconnu des pièces pour guitare du XXe siècle, il étend son répertoire à différents domaines musicaux, à la fois jazz, contemporain et classique. Cet éclectisme lui permet de découvrir dans un premier temps l'Art Ensemble de Chicago, et de jouer notamment avec Bill Laswell, Ornette Colemann ou Miles Davis. Il se produit également avec différents ensembles de musique de chambre et avec orchestre, comme le duo de guitares Kettarah Duo, ce qui lui donne l'occasion de jouer avec Antonio Albanese, Thierry Gronchi et Antonio Dominguez, et l'Orchestre de Chambre de Lausanne, comme guitariste solo. Ses collaborations avec les compositeurs contemporains Julien-François Zbinden, Rémi Vauterin ou Guy Robellaz, ainsi que son album intitulé Six hommages à la guitare de notre temps, sorti en 2001, saluent la diversité des créations contemporaines. Karim Samah enseigne depuis 1996 la guitare au Conservatoire de Lausanne. Il anime également de nombreuses master classes en Suisse et à l'étranger. Il participe à plusieurs enregistrements de performances pour la Radio Suisse Romande et la chaîne de télévision MEZZO.

## Sources
- « Karim Samah », sur la base de données des personnalités vaudoises sur la plateforme « Patrinum » de la Bibliothèque cantonale et universitaire de Lausanne.
- Samah, Karim, Hexade: Six hommages à la guitare de notre temps, [S.l.]: CD Audio Production, 2001, cote BCUL: DCR 5314+1.